# Míssil balístic d'abast mitjà
Un míssil balístic d'abast mitjà (en anglès: Medium-Range Ballistic Missile)(MRBM), és un tipus de míssil balístic amb un abast mitjà, aquesta classificació depèn de la definició usada en certes organitzacions. Dins del Departament de defensa dels Estats Units, un míssil d'abast mitjà està definit per aquells que tenen un abast màxim d'entre 1.000 i 3.000 km. En la terminologia moderna, els MRBM són part del grup més ampli denominat míssils balístics de teatre, que inclou a qualsevol míssil balístic amb un abast inferior a 3.500 km.

## Exemples de MRBM
- Agni I (700–1.250 km) (Índia) [2]
- Agni II (2.000-3.000 km)  Índia
- Agni IIPrime (2.750 km-3.300;km  Índia
- Agni III (3.500-5.500 km)  Índia
- DF-21 (1.800 km-3.000 km)  R.P. de la Xina
- Ghauri-I (1.800 km)  Pakistan
- Ghauri-II (2.500 km)  Pakistan
- Shaheen-II (3.000-3.500 km)  Pakistan[3][4]
- Shaheen-III[5](2.750 km) Pakistan[6]
- Jericho II (1.300 km)  Israel
- Rodong-1 (1.300 km)  Corea del Nord
- Rodong-2 (2.000 km)  Corea del Nord
- Taepodong-1 (2.500 km)  Corea del Nord
- Sajjil-2 (2.000-2.500 km)  Iran
- Shahab-3 (2.100 km)  Iran
- SS-3 Shyster (1.200 km)
- SS-4 Sandal (2.100 km)  Unió Soviètica
- PGM-19 Jupiter (2.410 km)  Estats Units
- MGM-31 Pershing (1.770 km)  Estats Units